# Prosaptia urceolaris
Prosaptia urceolaris är en stensöteväxtart som först beskrevs av Bunzo Hayata, och fick sitt nu gällande namn av Edwin Bingham Copeland. Prosaptia urceolaris ingår i släktet Prosaptia och familjen Polypodiaceae. Inga underarter finns listade.